# Campeonato Mundial de Atletismo em Pista Coberta de 2016 - 60 m com barreiras masculino
A prova dos 60 metros com barreiras masculino do Campeonato Mundial de Atletismo em Pista Coberta de 2016 ocorreu entre 19 e 20 de março em Portland, nos Estados Unidos.

## Recordes
Antes desta competição, os recordes mundiais e do campeonato nesta prova eram os seguintes:
|    | Nome          | Nacionalidade | Tempo | Local                  | Data                |
| -- | ------------- | ------------- | ----- | ---------------------- | ------------------- |
| WR | Colin Jackson | Reino Unido   | 7s 30 | Sindelfingen, Alemanha | 6 de março de 1994  |
| CR | Dayron Robles | Cuba          | 7s 34 | Doha, Catar            | 14 de março de 2010 |

## Medalhistas
| Ouro              | Prata                         | Bronze               |
| Omo Osaghae (USA) | Pascal Martinot-Lagarde (FRA) | Dimitri Bascou (FRA) |

## Resultados

### Eliminatórias
Qualificação: 2 atletas de cada bateria  (Q) mais os  2 melhores qualificados (q).  
| Colocação | Bateria | Nome                    | Nacionalidade            | Tempo | Notas |
| --------- | ------- | ----------------------- | ------------------------ | ----- | ----- |
| 1         | 4       | Pascal Martinot-Lagarde | França                   | 7.48  | Q     |
| 2         | 2       | Omar McLeod             | Jamaica                  | 7.58  | Q     |
| 2         | 3       | Dimitri Bascou          | França                   | 7.58  | Q     |
| 4         | 1       | Eddie Lovett            | Ilhas Virgens Americanas | 7.63  | Q, SB |
| 5         | 1       | Jarret Eaton            | Estados Unidos           | 7.66  | Q     |
| 6         | 4       | Spencer Adams           | Estados Unidos           | 7.68  | Q     |
| 7         | 4       | Shane Brathwaite        | Barbados                 | 7.68  | Q     |
| 8         | 2       | Yordan O'Farrill        | Cuba                     | 7.69  | Q     |
| 8         | 3       | Yidiel Contreras        | Espanha                  | 7.69  | Q     |
| 10        | 4       | Mikel Thomas            | Trinidad e Tobago        | 7.72  | q     |
| 11        | 1       | Balázs Baji             | Hungria                  | 7.73  | Q     |
| 12        | 2       | Andreas Martinsen       | Dinamarca                | 7.74  | Q     |
| 13        | 2       | Lawrence Clarke         | Reino Unido              | 7.74  | q     |
| 14        | 3       | Xie Wenjun              | China                    | 7.74  | Q     |
| 14        | 3       | Konstadinos Douvalidis  | Grécia                   | 7.74  | Q     |
| 16        | 3       | Fábio dos Santos        | Brasil                   | 7.76  | q     |
| 17        | 1       | Antonio Alkana          | África do Sul            | 7.76  | PB    |
| 18        | 4       | Jhoanis Portilla        | Cuba                     | 7.77  |       |
| 19        | 4       | Serhiy Kopanayko        | Ucrânia                  | 7.77  |       |
| 20        | 2       | Maksim Lynsha           | Bielorrússia             | 7.77  |       |
| 21        | 2       | Dominik Bochenek        | Polónia                  | 7.86  |       |
| 22        | 2       | Brahian Peña            | Suíça                    | 7.87  |       |
| 23        | 1       | Martin Vogel            | Alemanha                 | 7.91  |       |
| 24        | 1       | Artem Shamatryn         | Ucrânia                  | 7.95  |       |
| 25        | 2       | João Vitor de Oliveira  | Brasil                   | 7.99  |       |
| 26        | 3       | Moussa Dembele          | Senegal                  | 7.99  |       |
| 27        | 4       | Namataiki Tevenino      | Polinésia Francesa       | 8.84  |       |
| 28        | 3       | Amir Shaker             | Iraque                   | DNS   |       |

### Semifinal
Qualificação: classificaram-se  os 4 melhores de cada bateria (Q). 
| Colocação | Bateria | Nome                    | Nacionalidade            | Tempo | Notas |
| --------- | ------- | ----------------------- | ------------------------ | ----- | ----- |
| 1         | 1       | Pascal Martinot-Lagarde | França                   | 7.52  | Q     |
| 2         | 2       | Omar McLeod             | Jamaica                  | 7.52  | Q     |
| 3         | 1       | Jarret Eaton            | Estados Unidos           | 7.52  | Q, SB |
| 4         | 2       | Dimitri Bascou          | França                   | 7.63  | Q     |
| 5         | 1       | Shane Brathwaite        | Barbados                 | 7.64  | Q, PB |
| 6         | 2       | Balázs Baji             | Hungria                  | 7.64  | Q     |
| 7         | 2       | Spencer Adams           | Estados Unidos           | 7.65  | Q     |
| 8         | 2       | Yordan O'Farrill        | Cuba                     | 7.67  |       |
| 9         | 2       | Lawrence Clarke         | Grã-Bretanha             | 7.69  |       |
| 10        | 1       | Eddie Lovett            | Ilhas Virgens Americanas | 7.69  | Q     |
| 11        | 1       | Yidiel Contreras        | Espanha                  | 7.71  |       |
| 12        | 2       | Mikel Thomas            | Trinidad e Tobago        | 7.72  |       |
| 13        | 2       | Andreas Martinsen       | Dinamarca                | 7.75  |       |
| 14        | 1       | Fábio dos Santos        | Brasil                   | 7.76  |       |
| 15        | 1       | Konstadinos Douvalidis  | Grécia                   | 7.79  |       |
| 16        | 1       | Xie Wenjun              | China                    | 7.90  |       |

### Final
A final ocorreu dia 20 de março. 
| Colocação         | Bateria | Nome                    | Nacionalidade            | Tempo | Notas |
| ----------------- | ------- | ----------------------- | ------------------------ | ----- | ----- |
| Medalha de ouro   | 5       | Omar McLeod             | Jamaica                  | 7.41  | WL    |
| Medalha de prata  | 4       | Pascal Martinot-Lagarde | França                   | 7.46  | SB    |
| Medalha de bronze | 6       | Dimitri Bascou          | França                   | 7.48  |       |
| 4                 | 3       | Jarret Eaton            | Estados Unidos           | 7.50  | SB    |
| 5                 | 1       | Spencer Adams           | Estados Unidos           | 7.64  |       |
| 6                 | 7       | Balázs Baji             | Hungria                  | 7.65  |       |
| 7                 | 2       | Eddie Lovett            | Ilhas Virgens Americanas | 7.75  |       |
| 8                 | 8       | Shane Brathwaite        | Barbados                 | 7.88  |       |

Legenda
| Recorde mundial       | Recorde mundial (World record)               |                       | Recorde africano                      | Recorde africano (African) |                                           | Q | Classificado por posição (Qualified) |
| Recorde do campeonato | Recorde do campeonato (Championship record)  | Recorde da América    | Recorde da América (Americas)         | q                          | Classificado por melhor tempo (Qualified) |   |                                      |
| Melhor marca do ano   | Melhor marca do ano (World leading)          | Recorde asiático      | Recorde asiático (Asian)              | DNS                        | Não largou (Did not start)                |   |                                      |
| Recorde nacional      | Recorde nacional (National record)           | Recorde europeu       | Recorde europeu (European)            | DNF                        | Não terminou (Did not finish)             |   |                                      |
| Recorde pessoal       | Recorde pessoal do atleta (Personal best)    | Recorde da Oceania    | Recorde da Oceania (Oceania)          | DSQ / DQ                   | Desclassificado (Disqualified)            |   |                                      |
| Recorde da temporada  | Recorde da temporada do atleta (Season best) | Recorde sul-americano | Recorde sul-americano (South America) | NM                         | Sem marca (No mark)                       |   |                                      |